# Help Us Stranger
 (août 2022).
La mise en forme du texte ne suit pas les recommandations de Wikipédia : il faut le « wikifier ».
Les points d'amélioration suivants sont les cas les plus fréquents :
- Les titres sont pré-formatés par le logiciel. Ils ne sont ni en capitales, ni en gras.
- Le texte ne doit pas être écrit en capitales (les noms de famille non plus), ni en gras, ni en italique, ni en « petit »…
- Le gras n'est utilisé que pour surligner le titre de l'article dans l'introduction, une seule fois.
- L'italique est rarement utilisé : mots en langue étrangère, titres d'œuvres, noms de bateaux, etc.
- Les citations ne sont pas en italique mais en corps de texte normal. Elles sont entourées par des guillemets français : « et ».
- Les listes à puces sont à éviter, des paragraphes rédigés étant largement préférés. Les tableaux sont à réserver à la présentation de données structurées (résultats, etc.).
- Les appels de note de bas de page (petits chiffres en exposant, introduits par l'outil «  Source ») sont à placer entre la fin de phrase et le point final[comme ça].
- Les liens internes (vers d'autres articles de Wikipédia) sont à choisir avec parcimonie. Créez des liens vers des articles approfondissant le sujet. Les termes génériques sans rapport avec le sujet sont à éviter, ainsi que les répétitions de liens vers un même terme.
- Les liens externes sont à placer uniquement dans une section « Liens externes », à la fin de l'article. Ces liens sont à choisir avec parcimonie suivant les règles définies. Si un lien sert de source à l'article, son insertion dans le texte est à faire par les notes de bas de page.
- La présentation des références doit suivre les conventions bibliographiques. Il est recommandé d'utiliser les modèles {{Ouvrage}}, {{Chapitre}}, {{Article}}, {{Lien web}} et/ou {{Bibliographie}}. Le mode d'édition visuel peut mettre en forme automatiquement les références.
- Insérer une infobox (cadre d'informations à droite) n'est pas obligatoire pour parachever la mise en page.

Pour une aide détaillée, merci de consulter Aide:Wikification.
Si vous pensez que ces points ont été résolus, vous pouvez retirer ce bandeau et améliorer la mise en forme d'un autre article.
 (avril 2020).
Si vous disposez d'ouvrages ou d'articles de référence ou si vous connaissez des sites web de qualité traitant du thème abordé ici, merci de compléter l'article en donnant les références utiles à sa vérifiabilité et en les liant à la section « Notes et références ».
Albums de The Raconteurs
Consolers of the Lonely
(2008)
Help Us Stranger est le troisième album du groupe de rock américain The Raconteurs, paru le 21 juin 2019 via Third Man Records. Il fait suite, après onze ans d'absence, à Consolers of the Lonely sorti en 2008. L'album fut enregistré au Third Man Studio à Nashville, Tennessee et mixé aux Blackbird Studios, toujours à Nashville. Le groupe l'a produit lui-même avec l'aide de l'ingénieur du son Joshua V. Smith et fut ensuite mixé par Vance Powell.

## Historique
Lors du dixième anniversaire de leur deuxième album, Consolers of the Lonely sorti en 2008, Third Man Records annonça la sortie d'une réédition en parallèle de la parution de deux nouvelles chansons inédites : "Sunday Driver" et "Now That You're Gone". Elles sortirent en single en double face A le 19 décembre 2018. Deux clips vidéo furent tournés une semaine avant la sortie. Le 2 avril 2019, la pochette ainsi que la liste des chansons sont dévoilées. Le 10 avril 2019, "Hey Gyp, Down the Slowness", une reprise de Donovan, fut diffusée sur le magasin de musique en ligne Bandcamp. Deux jours plus tard elle était disponible sur d'autres plateformes. Le 5 septembre 2019, le groupe se produit au Tonight Show de Jimmy Fallon et interprète deux titres : "Only Child" et "Shine the Light on Me". 

## Réception
Help Us Stranger débuta directement à la première place du Billboard 200 dès sa sortie, s'écoulant à 88.000 unités tout format confondu, dont 84.000 ventes physiques. C'est le premier album numéro un pour The Raconteurs. 

## Liste des chansons
Toutes les chansons sont écrites et composées par Brendan Benson et Jack White, à l'exception de "Hey Gyp (Dig the Slowness)" composée par Donovan.
| 1.    | Bored and Razed                            | 3:35 |
| 2.    | Help Me Stranger                           | 3:36 |
| 3.    | Only Child                                 | 3:41 |
| 4.    | Don't Bother Me                            | 2:53 |
| 5.    | Shine the Light On Me                      | 3:28 |
| 6.    | Somedays (I Don't Feel Like Trying)        | 4:06 |
| 7.    | Hey Gyp (Dig the Slowness) (Donovan cover) | 2:25 |
| 8.    | Sunday Driver                              | 3:38 |
| 9.    | Now That You're Gone                       | 4:01 |
| 10.   | Live a Lie                                 | 2:20 |
| 11.   | What's Yours Is Mine                       | 2:49 |
| 12.   | Thoughts and Prayers                       | 4:42 |
| 41:14 |                                            |      |

| 1. | Help Me Stranger (demo)                    |  |
| 2. | Somedays (I Don’t Feel Like Trying) (demo) |  |

## Personnel
The Raconteurs
- Jack White – chant, guitare, piano, synthétiseur
- Brendan Benson –  chant, guitare, percussion, harmonica
- Jack Lawrence – basse, guitare, synthétiseur, chœurs
- Patrick Keeler – batterie, percussion, chœurs

Musiciens additionnels
- Dean Fertita – piano, synthétiseurs, guitare, orgue
- Lillie Mae Rische – violon
- Scarlett Rische – mandoline
- Joshua V. Smith – chœurs, orgue

Personnel technique
- Michael Fahey – assistant mixage
- Dusty Fairchild – ingénieur du son assistant
- Vance Powell – mixage
- The Raconteurs – production, mixage
- Bill Skibbe – mixage
- Joshua V. Smith – ingénieur du son

Équipe graphique
- Rob Jones – design pochette, conceptualisation
- Patrick Keeler – photographie, design
- Tristan McNatt – conceptualisation pochette
- Ian Montone – management

## Classements hebdomadaires
| Classement (2019)                   | Meilleure place |
| ----------------------------------- | --------------- |
| Allemagne (Media Control AG)        | 14              |
| Australie (ARIA)                    | 23              |
| Autriche (Ö3 Austria Top 40)        | 7               |
| Belgique (Flandre Ultratop)         | 8               |
| Belgique (Wallonie Ultratop)        | 26              |
| Canada (Canadian Albums Chart)      | 2               |
| Écosse (OCC)                        | 6               |
| Espagne (Promusicae)                | 18              |
| États-Unis (Billboard 200)          | 1               |
| États-Unis (Top Alternative Albums) | 1               |
| États-Unis (Top Rock Albums)        | 1               |
| France (SNEP)                       | 22              |
| Irlande (Irish Albums Chart)        | 24              |
| Italie (FIMI)                       | 34              |
| Nouvelle-Zélande (RIANZ)            | 38              |
| Pays-Bas (Mega Album Top 100)       | 10              |
| Portugal (AFP)                      | 25              |
| Royaume-Uni (UK Albums Chart)       | 8               |
| Suisse (Schweizer Hitparade)        | 6               |